# Aeroportul Sorong
Aeroportul Sorong (IATA: SOQ, ICAO: WASS) este un aeroport din Sorong, Papua de Sud-Vest⁠(d), Indonezia ce deservește zona Sorong. Aeroportul a fost tranzitat în 2018 de 1.644.952 de pasageri. A fost numit după zona deservită.
Situat la o altitudine de 3 m, aeroportul dispune de o singură pistă. Este operat de Ministry of Transportation⁠(d).